# Proactor
 Proactor  ist ein Entwurfsmuster aus dem Bereich der Softwareentwicklung zur Ereignisverarbeitung (Event Handling Pattern), das Nebenläufigkeit nutzt und deren Nachteile vermeidet.
Hierbei werden lang laufende Aktionen in einem asynchronen Teil bearbeitet und am Ende des asynchronen Teils wird ein Completion Handler aufgerufen.

## Interaktionen
Operationsspezifischer Akteure:

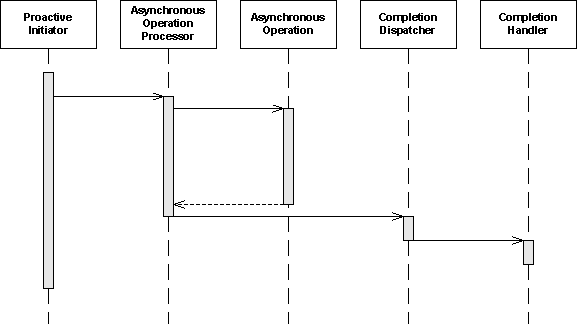
Proactor Interaktion als UML Sequenzdiagramm

- Der Proactive Initiator startet die asynchrone Operation am Asynchronen Operation Prozessor und legt auch den Completion Handler fest
- Der Completion Handler wird am Ende der Operation durch den Asynchronen Operation Prozessor aufgerufen
- Asynchrone Operation

Standardisierter Akteure des Proactor Patterns
- Der Asynchrone Operation Prozessor koordiniert die gesamte asynchrone Operation
- Der Completion Dispatcher wickelt, abhängig von der Ablaufumgebung, den Aufruf des Completion Handlers ab